# Лелантос
Лелантос (дав.-гр. Ληλαντος) — у давньогрецькій міфології титан другого покоління, син Коя (Кей) і Феби, імовірно бог повітря і прихованого полювання. Ім'я трактується як похідне від «рухатися непомітним», «уникати уваги». З ним асоціюється рівнина Лелантон на острові Евбея, зокрема цю назву згадують Страбон і Теогнід.
Лелантос мав дочку Ауру, богиню легкого вітру, від океаніди Перібеї. Відомості про цього титана як персонажа міфів збереглися тільки в «Діонісіаці» Нонна, тому він не є таким відомим, як інші титани.